# Pteromallosia albolineata
Pteromallosia albolineata är en skalbaggsart som först beskrevs av Hampe 1852.  Pteromallosia albolineata ingår i släktet Pteromallosia och familjen långhorningar.
Artens utbredningsområde är Iran. Inga underarter finns listade i Catalogue of Life.